# 十勝中央大橋
十勝中央大橋是位於日本北海道河東郡音更町和中川郡幕別町之間十勝川上的橋樑，於1988年11月6日通車。 在音更町一側為十勝川溫泉地區。
由於冬季時十勝川在此橋周邊的河川地有天鵝（日语：白鳥）在此棲息，因此又稱為「白鳥大橋」。 